# Caudal Fest
El Caudal Fest es un festival de música celebrado anualmente en Lugo, en la comunidad autónoma de Galicia, España. Fue celebrado por primera vez en 2018 en las inmediaciones del Pazo de Ferias y Congresos de Lugo, cubriendo una parte del parque contiguo situado junto al río Miño, siendo esta localización la que mantiene hasta la actualidad.
El evento cuenta con el apoyo del gobierno local de Lugo, la diputación de la provincia homónima y la Junta de Galicia, así como de entidades privadas como el grupo cervecero Estrella Galicia o Repsol. La organización comenzó a emplear el hashtag “a última gran festa do verán” (en castellano: “la última gran fiesta del verano”) para publicitar el festival, ya que se suele celebrar a finales de septiembre.
En 2024 se afirmó que llegaría a tener más de 40 mil asistentes entre los dos días.

## Artistas
El festival ha contado con artistas de estilos a veces muy diferentes, aunque en su gran mayoría giran en torno a la órbita del género indie. Alguno de estos artistas son Amaral, Leiva, Viva Suecia, Arde Bogotá, Izal, Estopa, Carolina Durante, Vetusta Morla, Novedades Carminha, M-Clan, Love of Lesbian, Ladilla Rusa, Robe, Cariño, Cupido, Delaossa, La La Love You, Miss Caffeina, Carlangas y los Cubatas, Ginebras, Nil Moliner o Karavana. También artistas más distantes del género como Nathy Peluso o Morad.